# Giuseppe Della Frera
Giuseppe Della Frera (Crema, 12 settembre 1924 – Crema, 6 febbraio 1988) è stato un calciatore italiano, di ruolo terzino destro.

## Carriera
Ha disputato otto campionati di Serie A, uno con l'Alessandria e sette col Novara, per complessive 136 presenze in massima serie, con una rete all'attivo, in occasione del pareggio interno del Novara con la Lazio del 16 dicembre 1951.
A inizio carriera ha disputato una stagione in Serie B con il Crema, con 42 incontri all'attivo.
Nel gennaio 1961 diviene allenatore/giocatore del Crema insieme a Bruno Mazza: verranno esonerati entrambi il 10 dicembre dello stesso anno.